# GMA Dove Award 1969
Die erste Verleihung des GMA Dove Award fand 1969 statt. Es fanden elf Verleihungen von Dove Awards und die Verleihung eines Sonderpreises statt.

## Verleihungszeremonie
Die Idee eines Preises für Gospelmusik geht auf Bill Gaither zurück, der diese Idee bei einem Treffen des Vorstands der Gospel Music Association (GMA) im Jahr 1968 äußerte. Der konkrete Name Dove (engl. für Taube) war eine Erfindung Bill Gaithers, während das Design der Preise von Les Beasley kam.
Die Verleihung der ersten Dove Awards fand am 10. Oktober 1969 statt. Die Gospel Music Association konnte zu diesem Anlass nur ein Penthouse im Peabody Hotel in Memphis anmieten. Daher fand die Verleihung nicht wie in späteren Jahren in Nashville statt. Es waren nur etwa 500 Personen anwesend und es fand keine TV-Übertragung statt. Musikalische Begleitung fand durch die Band Spirit of Memphis Quartet statt, aber auch Jim Hill und Ben Speer sangen.
Der Preis wurde in diesem ersten Jahr in elf Kategorien verliehen. Nur in diesem Jahr wurde zusätzlich auch noch der sogenannte Ambassador's Award vergeben. Für diese Auszeichnung war eine Einstimmigkeit des Vorstand der GMA erforderlich, die sich in späteren Jahren nicht mehr fand, sodass die Verleihung später komplett aufgegeben wurde. Die Gewinner der Dove Awards kamen im Jahr 1969 aus dem Bereich des Southern Gospel, was sich dadurch erklären lässt, dass die GMA sich zu dieser Zeit hauptsächlich aus Künstlern dieser Musikrichtung zusammensetzte.

## Gewinner
| Kategorie                      | Gewinner             | Liedtexter            | Interpret      | Produzent                                                               |
| ------------------------------ | -------------------- | --------------------- | -------------- | ----------------------------------------------------------------------- |
| Song of the Year               | Jesus Is Coming Soon | Robert Emmett Winsett |                |                                                                         |
| Songwriter of the Year         | Bill Gaither         |                       |                |                                                                         |
| Male Vocalist of the Year      | James Blackwood      |                       |                |                                                                         |
| Female Vocalist of the Year    | Vestal Goodman       |                       |                |                                                                         |
| Male Group of the Year         | The Imperials        |                       |                |                                                                         |
| Mixed Group of the Year        | The Speer Family     |                       |                |                                                                         |
| Album of the Year              | It's Happening       |                       | Oak Ridge Boys |                                                                         |
| Instrumentalist                | Dwayne Friend        |                       |                |                                                                         |
| Record Album Jacket            | It's Happening       |                       | Oak Ridge Boys |                                                                         |
| Television Program             | Gospel Jubilee       |                       |                | Florida Boys, The Dixie Echoes, Steve Sanders, The Happy Goodman Family |
| Gospel Disk Jockey of the Year | J. G. Whitfield      |                       |                |                                                                         |
| Ambassador´s Award             | Jim Myers            |                       |                |                                                                         |